# The Great War (album)
The Great War è un album del gruppo musicale power metal svedese Sabaton, ispirato ad accadimenti della prima guerra mondiale.

## Tracce
1. The Future of Warfare – 3:26
2. Seven Pillars of Wisdom – 3:02
3. 82nd All the Way – 3:31
4. The Attack of the Dead Men – 3:56
5. Devil Dogs – 3:17
6. The Red Baron – 3:22
7. Great War – 4:28
8. A Ghost in the Trenches – 3:26
9. Fields of Verdun – 3:17
10. The End of the War to End All Wars – 4:45
11. In Flanders Fields – 1:57

### Temi
- "The Future of Warfare" fa riferimento al primo impiego militare della storia dei carri armati durante la Battaglia di Fleurs-Courcelette il 15 Settembre 1916 e al primo scontro tra carri armati tedeschi e francesi a Villè-Bretoneux il 24 aprile del 1918.
- "Seven Pillars of Wisdoms" si ispira alla missione di Lawrence d'Arabia nel guidare le tribù arabe contro l'Impero Ottomano.
- "82nd All the Way" si ispira alle gesta del soldato americano Alvin York che nel 1918 catturò 138 soldati tedeschi durante uno scontro sulla collina 223 ricevendo, in seguito la Medal of Honor.
- "The Attack of the Dead Men" narra la difesa ad oltranza della fortezza di Osowiec in Polonia sul fronte Orientale, da parte dei russi che, venendo bombardati col gas, rifiutarono di arrendersi.
- "Devil Dogs" narra l'eroico attacco dei Marines americani durante la battaglia di Bosco Belleau.
- "The Red Baron" si ispira al celebre aviatore tedesco Manfred von Richtofen, considerato ancora oggi il più grande pilota della storia.
- "Great War" racconta in prima persona le sofferenze di un soldato senza nome, che esausto dalla guerra è costretto ad avanzare e a dare il meglio per poter compiere il sacrifico che metterà fine alla guerra.
- “The End of the War to End All Wars” parla delle fasi finali della prima guerra mondiale e ne commemora i caduti, ricordando anche i cambiamenti che la guerra ha portato all’Europa.
- "A Ghost in the Trenches" narra le gesta del soldato nativo-canadese Francis Pegahmagabow, considerato come il più letale cecchino della guerra.
- "Fields of Verdun" racconta le terribili vicende della Battaglia di Verdun, considerata come la più violenta e sanguinosa battaglia della guerra.
- "In Flanders Fields"  È una versione cantata dell'omonimo poema di guerra in forma di rondò, scritto durante la prima guerra mondiale dal medico canadese tenente colonnello John McCrae.